# John Deere 3540
Basado en los tractores de la línea europea de John Deere, sólo se fabricó un par de años ya que al poco tiempo fue reemplazado por el John Deere 3550.

## Motor
- Motor: John Deere 6359 DJ-01,6
- Cilindrada (cm³): 5883
- Diámetro por carrera (mm): 106,5 x 110
- Cilindros: 6 en línea
- Potencia de inscripción (CV): 110
- Potencia en condiciones atmosférica normales (CV): 108
- Potencia Tdf (CV RPM): 94,2 a 2,500
- Torque (Nm): 119.5 Nm @ 1400 RPM
- Sistema de combustible: inyección directa
- Lubricación: Forzada c/ bombas , engranajes y bujes .

## Transmisión
- N.º de velocidades adelante: 8 — Atrás: 2
- Velocidades (km/h).: 2,5 a 30
- Neumáticos delanteros: 10x16 — traseros: 23,1x18-30

## Frenos y Sistema hidráulico
- Frenos: discos en baño de aceite de accionamiento hidráulico
- Levante de 3 puntos trasero: tipo II.
- Sistema hidráulica: de tipo centro cerrado. Válvulas: 1 o 2. Caudal de la bomba: 87,1 lpm.